# Agasikles
Agasiklés nebo Agasikles (starořecky Αγασικλής - Agasiklés) byl králem spartské diarchie v královské linii Eurypontovců. Vládl přibližně v polovině šestého století před Kr. (možná 575 - 550 před Kr.) Jeho spolukrálem z královského rodu Agiovců byl León.
Králem Sparty se stal pravděpodobně po druhé messénské válce. Na rozdíl od jeho předchůdců, i když se historici v pořadí králů rodu Eurypontovců po dobu přibližně dvou století neshodují, vládu Agasiklea potvrzuje historik Herodotos i Pausaniás, jejichž historické záznamy jsou hlavním zdrojem při sestavování seznamu králů Sparty novověkými historiky.
Herodotos Agasiklea vzpomíná ve své knize Historia jako spolukrále Leóna, se kterým vedli neúspěšnou válku s nejvýznamnějším městem v Arkádii - s Tegeou. Pausaniás ale tvrdí, že během vlád Agasiklea a jeho následníka Aristona byl ve Spartě mír.
Herodotos jméno předchůdce Agasiklea neuvádí. (Dle Pausania jím byl Archidamos). Většina historiků se domnívá, že jím byl Hippokratidas. Zdrojem této informace je genealogie Leótychida II. zaznamenána též Hérodotem. V této genealogii ale do období, kdy vládl Agasikles spadají jména Agésilaa a Menarea. Podle názoru některých prominentních historiků (Molly Millerová, Kathleen Atkisonová, Paul Cartledge a jiní) se mohlo jednat o příbuzné (možná byl Agésilaos mladším bratrem Agasiklea) v rodě Eurypontovců. Historici však na tuto otázku a také na mnohé jiné s jistotou odpovědět nemohou, neboť historických záznamů z tohoto období dějin Sparty je málo a často jsou i nespolehlivé.